# Pièce de huit

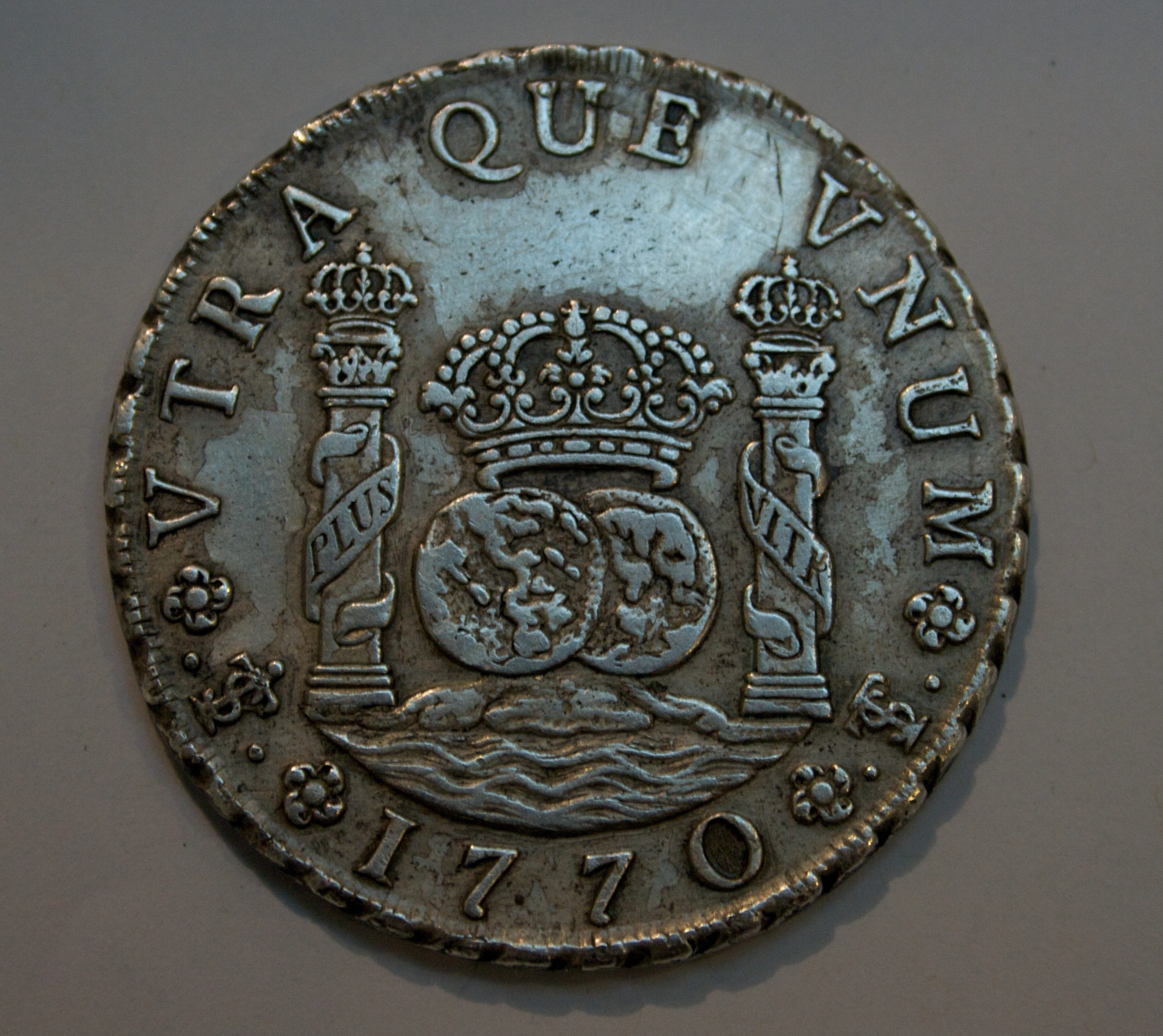
Pièce de huit de type « colonnaire » de Potosí, avec la devise Plus Ultra de Charles Quint, 1770, British Museum.

La pièce de huit (ou de 8) — appelée piastre espagnole en français, real de a ocho ou peso en espagnol, spanish dollar par les Américains, piastre ou spanish crown par les Britanniques — est une pièce de monnaie en argent d'approximativement 39 mm de diamètre, d'une valeur de huit réaux, qui a été frappée par l'Empire espagnol, après 1598, afin de s'aligner sur le thaler, la monnaie continentale du Saint-Empire, lié aux Habsbourg qui régnaient alors sur un vaste territoire. Elle valait 272 maravédis, mais en 1642, elle est réévaluée à 340 maravédis.
La pièce de huit a été largement utilisée par de nombreux pays en tant qu'unité de compte internationale pour les transactions commerciales en raison de son caractère uniforme, mais surtout en raison de la puissance espagnole, exploitante des nouvelles mines d'argent sud-américaines. Les domaines de l’Espagne en Amérique furent la source de plus des trois quarts de l’argent produit dans le monde.
De 1537 à 1892, le Mexique a frappé officiellement 3 292 217 390 pièces de 8 réaux pesant 27,07 g.
Certains pays ont contremarqué la pièce de huit, dans le but d'officialiser leur circulation en tant que monnaie locale .
La pièce de huit fut la pièce à partir de laquelle le dollar américain fut établi, et son cours légal resta en vigueur aux États-Unis jusqu'au « Coinage Act of 1857 ». De par son usage en Europe, aux Amériques, et en Extrême-Orient, elle devint en quelque sorte la première monnaie de transaction internationale, à fin XVIIe siècle,. Mis à part le dollar américain, plusieurs autres monnaies existantes, telles le dollar canadien, le yen japonais, le yuan chinois, le peso philippin, la pataca de Macao, plusieurs monnaies en Amérique latine, ont été initialement basées sur la pièce de huit. Diverses études relient l'origine du symbole "$" aux colonnes d'Hercule, motifs et allégories qui apparaissent sur l'avers de la pièce de huit.
Le terme espagnol peso (« poids » dans le sens de masse) a été utilisé en Espagne pour la désigner, et il est par la suite devenu le modèle pour la plupart des devises dans les anciennes colonies espagnoles, à savoir les pesos argentins, boliviens, chiliens, colombiens, costaricains, cubains, dominicains, équatoriens, guatémaltèques, honduriens, mexicains, nicaraguayens, paraguayens, philippins, portoricains, salvadoriens, uruguayens.

## Histoire

### Le thaler

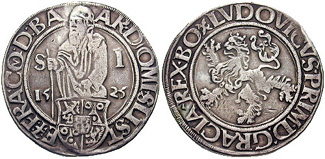
Joachimsthaler frappé en 1525.

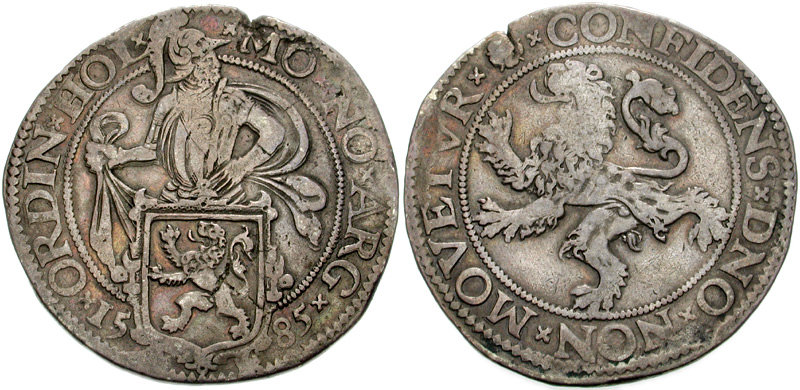
Leeuwendaalder frappé en 1585.

Au XVIe siècle, le comte Hieronymus Schlick de Bohême frappe des pièces connues sous le nom de Joachimsthalers (de l'allemand Thal, ou de nos jours généralement Tal, «vallée», apparenté avec "dale" en anglais), du nom de Joachimsthal, la vallée dans les monts Métallifères d'où l'argent a été extrait (la vallée de Saint-Joachim, maintenant Jáchymov, faisait alors partie du Saint-Empire romain germanique, et maintenant de la République tchèque). Joachimstaler a ensuite été réduite à Taler, un mot qui a finalement trouvé son chemin en français en tant que jocondale, en norvégien, danois et suédois en tant que daler, russe талер, tchèque et slovène comme tolar, polonais talar, néerlandais daalder, l'amharique comme talari, en hongrois comme Taller, italien comme Tallero, grec comme Taliro (τάληρο), espagnol en Talero  et en anglais comme dollar.
Les Joachimsthalers pesaient 451 grains de Troy (29,2 g) d'argent. Ces pièces eurent tellement de succès que des thalers similaires furent frappés en Bourgogne et en France. Le thaler à croix bourguignon représentant la croix de Bourgogne était répandue dans les Pays-Bas espagnols qui allaient se révolter contre le roi d'Espagne Philippe II. Après 1575, les provinces révoltées néerlandaises remplacèrent la monnaie par un daaler représentant un lion, d'où son nom Leeuwendaalder en néerlandais.
Pour faciliter le commerce à l'exportation, le Leeuwendaalder a été autorisé à contenir 427,16 grains d'argent fin à 750 millièmes de pureté, plus léger que les grosses pièces nominatives alors en circulation. Il était dès lors plus avantageux pour un marchand hollandais de payer une dette étrangère en leeuwendaalders plutôt qu'en d'autres pièces plus lourdes et plus coûteuses. Ainsi, le Leeuwendaalder - le dollar du lion - est devenu une pièce de choix pour le commerce extérieur. Il est devenu populaire dans le Moyen-Orient, et les colonies à l'est et à l'ouest.
Ils ont également circulé à travers les colonies anglaises au cours du XVIIe siècle et au début du XVIIIe siècle. De la Nouvelle-Néerlande (New York), le Leeuwendaalder se propagea à l'ensemble des Treize colonies à l'ouest et prit le nom simplifié de daalder. Les Anglophones ont commencé à appliquer, par contagion, le mot « dollar » au peso espagnol - ou "pièce de huit" - à partir de 1581. Celles-ci furent largement utilisées dans les colonies britanniques d'Amérique du Nord à l'époque de la Révolution américaine, et pour cette raison, le nom dollar fut adopté comme le nom de l'unité monétaire des États-Unis à la fin du XVIIIe siècle,,.

### Espagne

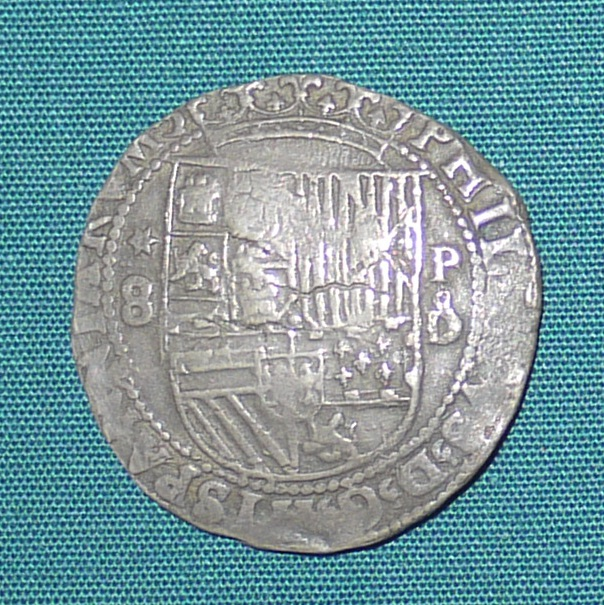
Pièce de huit frappée à Lima au Pérou aux armes de Philippe III (années 1589-1598).

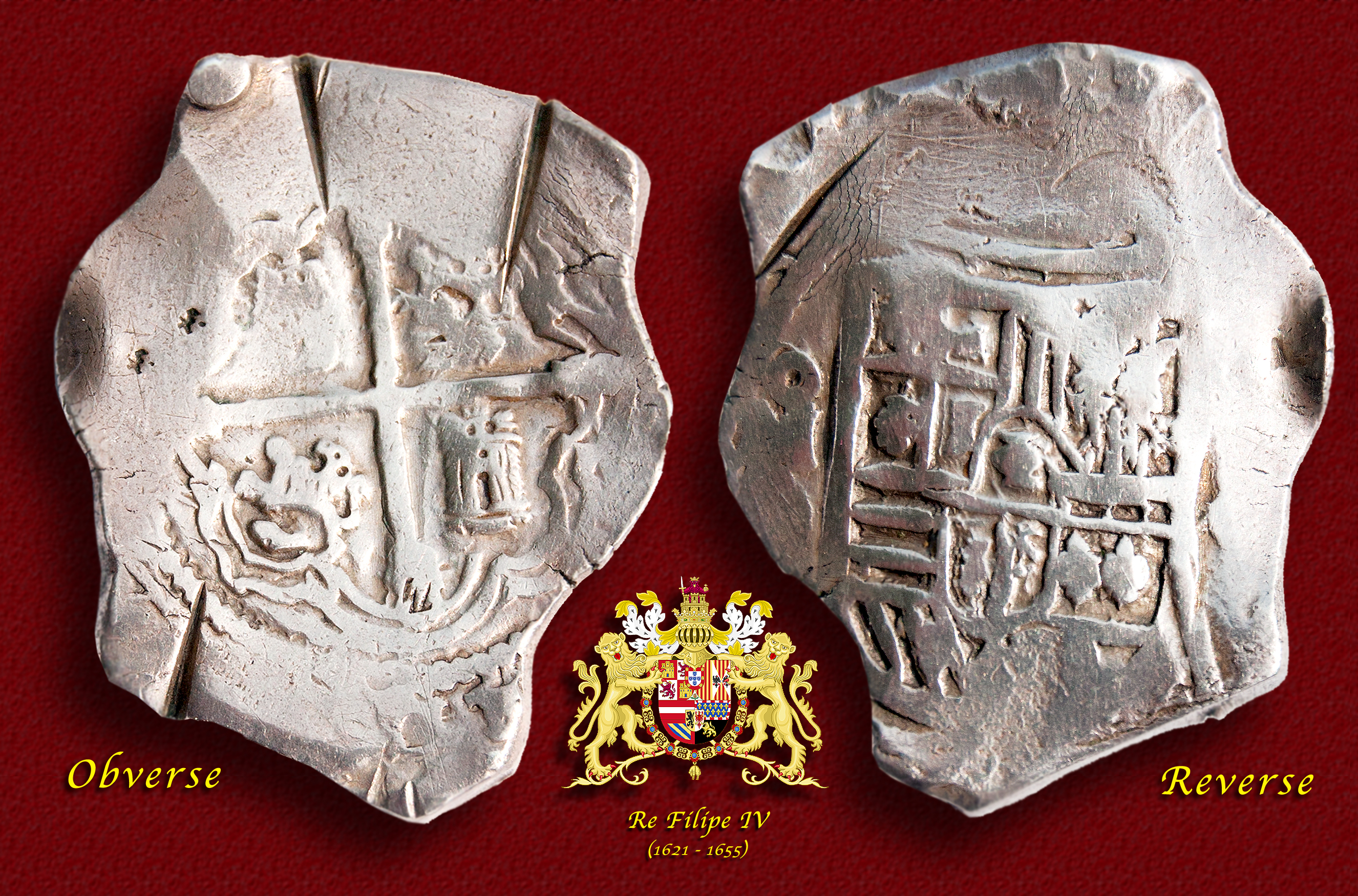
Pièce de huit de type dit es « macuquina » ou « cob » frappée à Mexico en 1650.

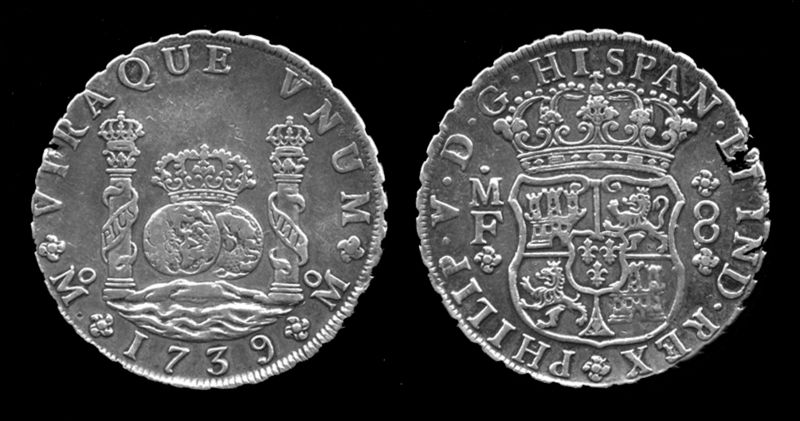
Pièce de huit de type « colonnaire » frappée à Mexico pour Philippe V, 1739.

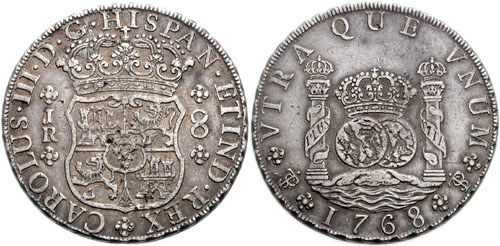
Pièce de huit de type « colonnaire » dit « peso gordo », frappée à Potosi, pour Charles III, 1768.

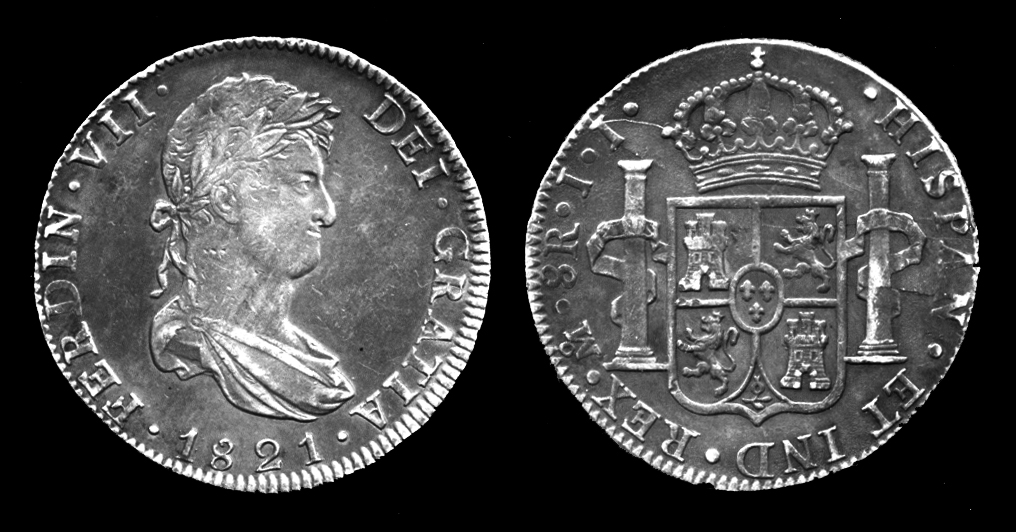
Pièce de huit dite « busto », pour Ferdinand VII, 1821.

Zone d'influence du Pièce de huit et d'autres monnaies espagnoles et portugaises

Avec l'introduction de la pièce de 2,5 florins d'argent (Guldengroschen) en Autriche en 1486, le concept d'une grande pièce d'argent de bon aloi (supérieur à 900 millièmes) s'étend à tout le reste de l'Europe : ces espèces en argent gagnent la confiance des marchands. La réforme monétaire en Espagne que les Rois Catholiques établissent par les pragmatiques sanctions (es) et ordonnances royales de Medina del Campo du 13 juin 1497, entraîne l'introduction d'une grosse pièce de monnaie en argent valant 8 réaux. En 1537, l'escudo en or espagnol commence d'être frappé, et vaut 16 réaux. Le doublon d'or plus tardif vaut lui, 32 réaux ou 2 escudos. C'est cette divisibilité par le nombre 8 qui fait que cette grosse pièce d'argent est nommée « pièces de huit », en espagnol, real de a ocho, le réal restant l'unité de compte principale et le nom officiel de la monnaie espagnole.

#### Types
Dans les siècles suivants, et au XIXe siècle, la pièce de huit fut produite selon plusieurs modèles, de diverses frappes, en Espagne et dans le Nouveau Monde, après avoir été largement utilisée au-delà des frontières de l'Espagne. Consécutivement à la découverte de vastes dépôts d'argent au Mexique (par exemple, à Taxco et Zacatecas) et à Potosí dans l'actuelle Bolivie, mais aussi dans les possessions de l'Espagne partout dans les Amériques, le Mexique et le Pérou ont également commencé à frapper monnaie. Des hôtels des monnaies permanents furent implantés au Mexique (1535), à Saint Domingue (1536), Lima (1565), Potosí (1572), Bogotà (1630) et Santiago du Chili (1743).  Les première monnaies étaient de forme et d'impression irrégulières et ce n’est qu’à partir des années 1730, avec l’installation de machines à estamper modernes, que la Monnaie de Mexico commença à produire les piastres d’argent qui accédèrent à une circulation et à une adoption internationales sans précédent. L’Hôtel des monnaies de la ville de Mexico devint, au cours du XVIIIe siècle, la monnaie la plus importante du monde, avec une capacité de frappe de 30 millions de pesos par an.
Les principaux hôtels de monnaie du Nouveau Monde produisant des pièces de huit étaient ceux de Potosí, Lima, et Mexico (avec des monnaies mineures à Bogotá, Popayán, la ville de Guatemala, et Santiago). Les pièces de huit de ces monnaies peuvent être distinguées de celles frappées en Espagne par le dessin des Colonnes d'Hercules au revers. Au cours des siècles, la « pièce de 8 » a été frappée selon divers types. Voici les principaux:
- La pièce mexicaine de 1536 : à l'avers « Carlos et Johanna » avec l'écu simple d'Espagne. Au revers, les colonnes d'Hercule avec une banderole portant la devise de Charles Quint : « plus ultra ». C'est Charles-Quint, en effet, qui a choisi les colonnes d'Hercule comme emblème des Indes.
- La pièce péruvienne, antérieure à 1598 : à l'avers, l'écu complexe d'Espagne. Au revers, les châteaux et lions séparés par une croix simple. Pièce de Philippe II.
- Le type dit « macuquino » (de l'avènement de Philippe III en 1578 à 1732) frappé au Mexique : Écu d'Espagne couronné à l'avers, croix avec fleurons, châteaux et lions au revers. Souvent très irrégulière de forme.
- Le type dit « perulero » : Croix de Jérusalem à l'avers avec châteaux et lions, colonnes d'Hercule au revers, avec fleurons. Cette pièce est souvent appelée en France « piastre colonne vieille ». Souvent très irrégulière de forme.
- Piastre « colonnaire » de 1732 à 1771. Écu d'Espagne de forme baroque. Colonnes d'Hercule avec deux globes. Pièce bien frappée et régulière, appelée « peso gordo » ou « piastre forte ».
- Piastre au buste dite « busto », de 1771 à la fin de la domination espagnole (Charles III, Charles IV, Ferdinand VII). Effigie royale, laurée aux Indes, avec perruque en Espagne. Au revers, écu entre les colonnes d'Hercule. Cette pièce est de titre un peu inférieur à la précédente (0,896)

Dans la deuxième moitié du XVIIIe siècle, les piastres en Amérique et en Europe étaient représentées par des pièces des quatre derniers types. Les pièces anciennes « peso macuquino », « peso perulero » étaient souvent appelées à Saint-Domingue « piastres faibles » ou « piastres de poids » parce qu'elles n'étaient acceptées dans le commerce qu'au poids, et non à l'unité. L'unité de compte, pour ces pesées, était toujours l'ancienne pièce de huit. Au contraire, les piastres des deux types plus récents étaient appelées « piastres fortes » : « peso gordo ». Dans les contrats, il était souvent prévu que les paiements seraient faits en piastres fortes, en « gordo ». C'est de là qu'est venu le nom de gourde, que porte encore l'unité monétaire haïtienne. C'est à partir de 1750 que cette appellation s'est généralisée dans les Iles françaises.
À partir de 1808, en Espagne, la dénomination de la pièce a été changée pour 20 réaux (ou reales de vellón), pesant 27 g, et ramenée à 26 g en 1847. Après 1864, elle vaut 2 escudos. L'adoption par l'Espagne de la peseta en 1869 et son adhésion à l'Union monétaire latine signifient en soi la fin effective des derniers vestiges de la pièce de huit espagnole en Espagne. Toutefois, la pièce de 5-peseta (ou duro) pesait 25 grammes et avait un diamètre inférieur (37 mm), (au titre de 900/0000 d'argent).

### Mexique

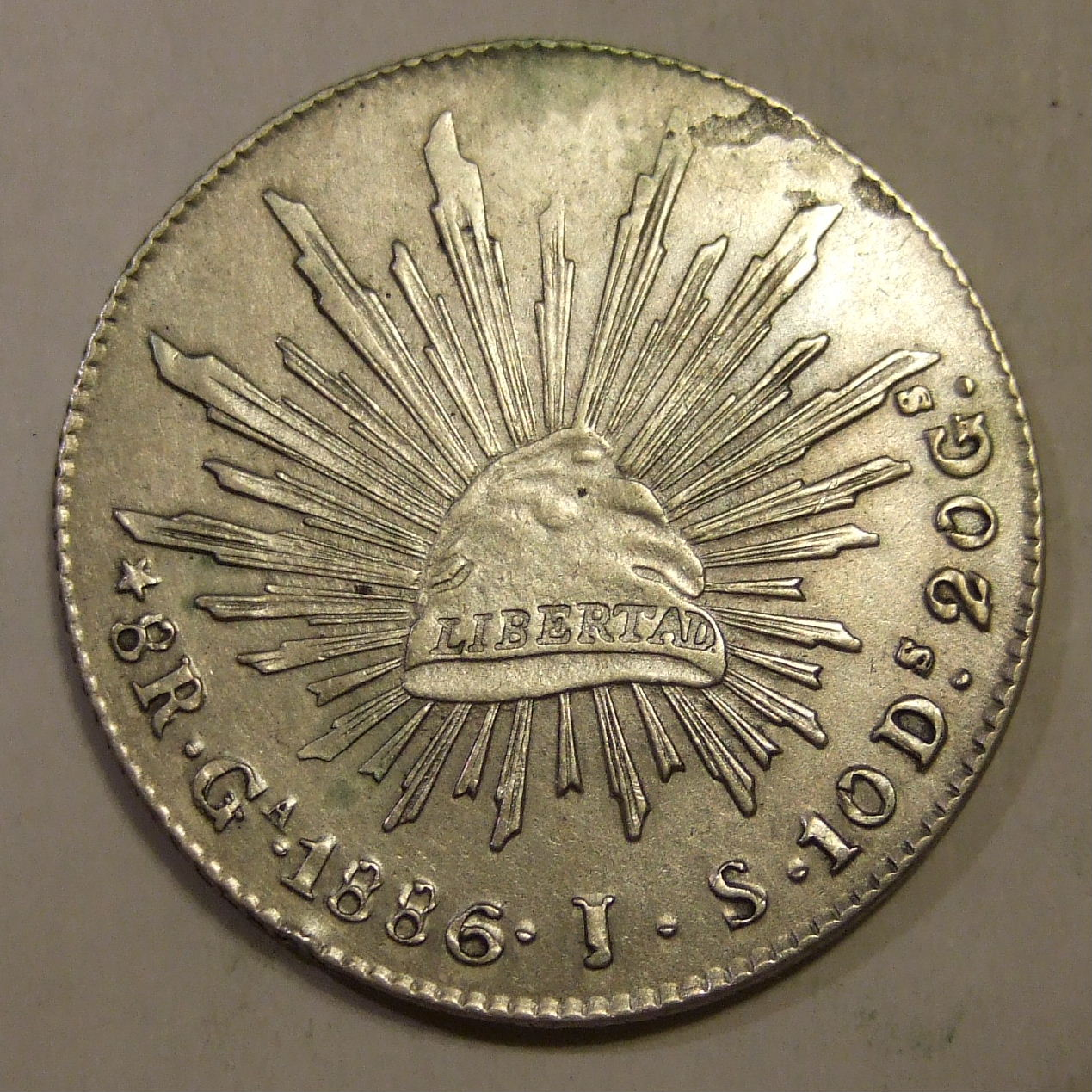
Pièce de huit réaux avec indication du titre en argent, Mexico, 1886.

Après l'indépendance en 1821, la monnaie mexicaine en réaux d'argent et escudos d'or suivit la ligne imposée par l’Espagne jusqu'à la décimalisation et l'introduction du peso. La pièce de 8 réaux mexicaine a continué d'être une pièce de monnaie de négoce international populaire au XIXe siècle, pour finalement devenir une pièce de 1 peso mexicain, sa production s'arrêtant en 1897.
En 1918, le peso a été réduit en taille et en finesse, ne pesant plus que 18,125 grammes au titre de 800/000e.

### Argentine

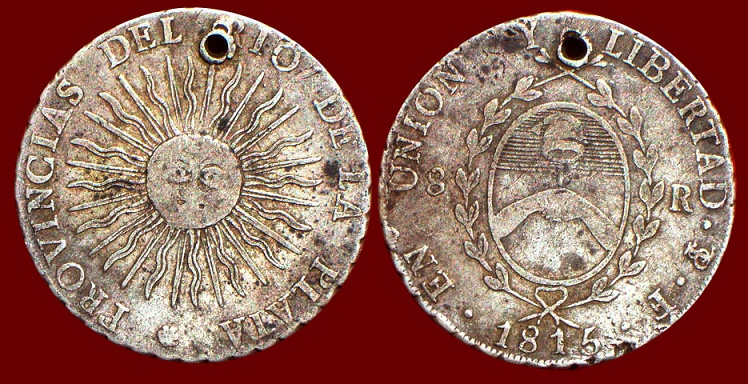
Pièce de 8 réaux en argent. Monnaie argentine Union y libertad, frappée à Potosí en 1815.

Après la déclaration d'indépendance du 25 mai 1810, Buenos Aires et les autres provinces du Río de la Plata entamèrent une guerre d'indépendance, en envoyant des expéditions au Haut Pérou, foyer de résistance royaliste. Les Argentins prirent la Ville Impériale de Potosí avec son hôtel de la monnaie, en 1810, 1813 et 1815. C'est là que les premières monnaies de l'Argentine indépendante sont frappées avec les attributs de la révolution.

### Irlande et colonies britanniques
Le terme cob (en épi) a été utilisé en Irlande et dans les colonies britanniques pour désigner la pièce de huit, car les pièces d'or et d'argent hispano-américaines ont été longtemps façonnées de manière irrégulière, et grossièrement frappées.

### Australie
Lorsque la colonie de la Nouvelle-Galles du Sud fut fondée en Australie en 1788, le problème se posa d'un manque de pièces de monnaie. En 1812, le gouverneur Lachlan Macquarie prit l'initiative d'utiliser 10,000 £ en pièces de huit envoyées par le gouvernement britannique. Pour interdire son utilisation en dehors de la colonie et doubler le nombre de pièces de monnaie, ils découpèrent tout simplement le centre des pièces. Tant le bouchon central (connu sous le nom « dump ») que le rebord (connu sous le nom « holley dollars », dollar troué ) ont été estampillés avec un rayon de soleil. Les centres perforés ont été évalués à 15 pence et les bords extérieurs sont devenus des pièces de cinq shillings. Les pièces mutilées sont devenues la première monnaie officielle produite spécifiquement pour la circulation en Australie. L'expérience fut cependant de courte durée. Le Parlement anglais adopta la Sterling Silver Money Act en 1826 qui mit fin officiellement à la légitimité de l'utilisation des Holey dollars et des Dumps dans les colonies australiennes.

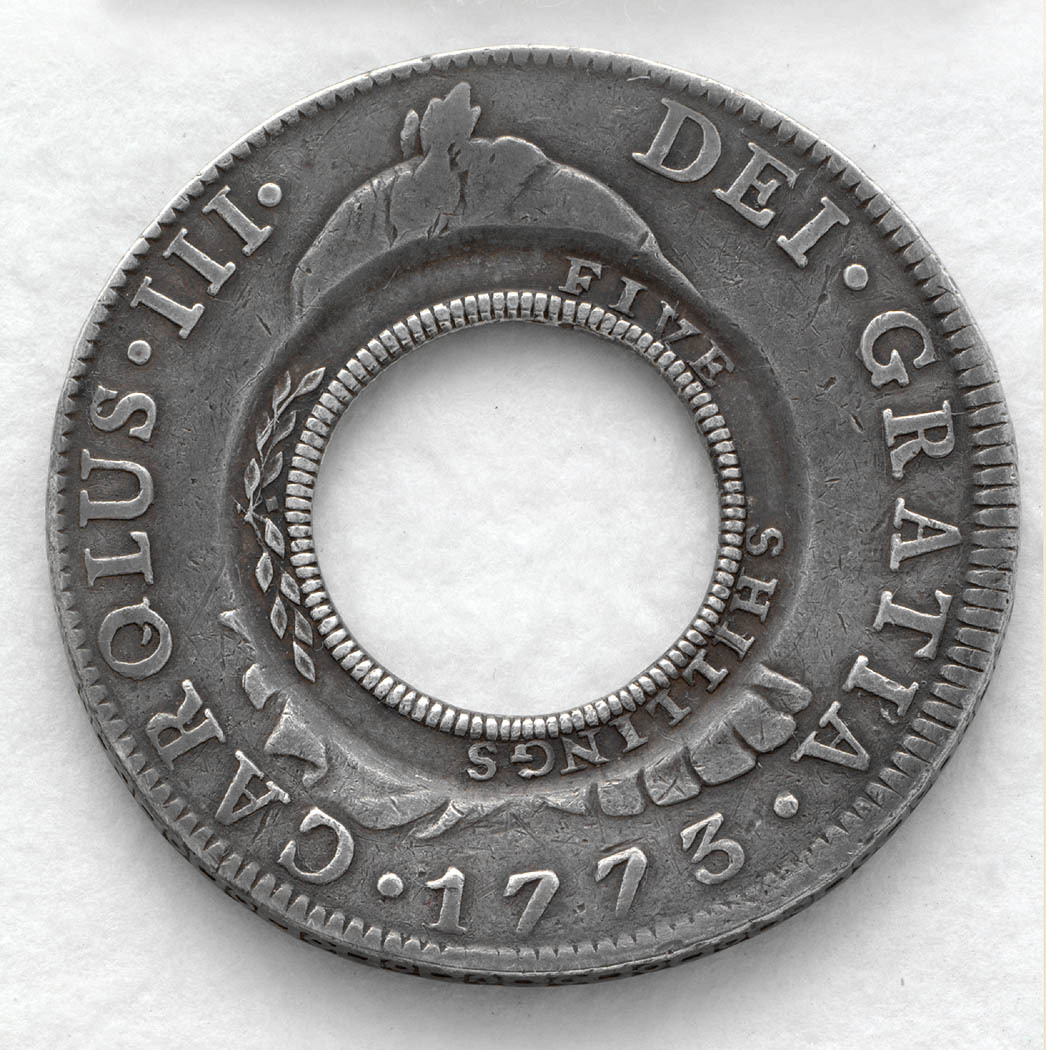
Holey dollar australien, une pièce de huit recoupée, 1813.
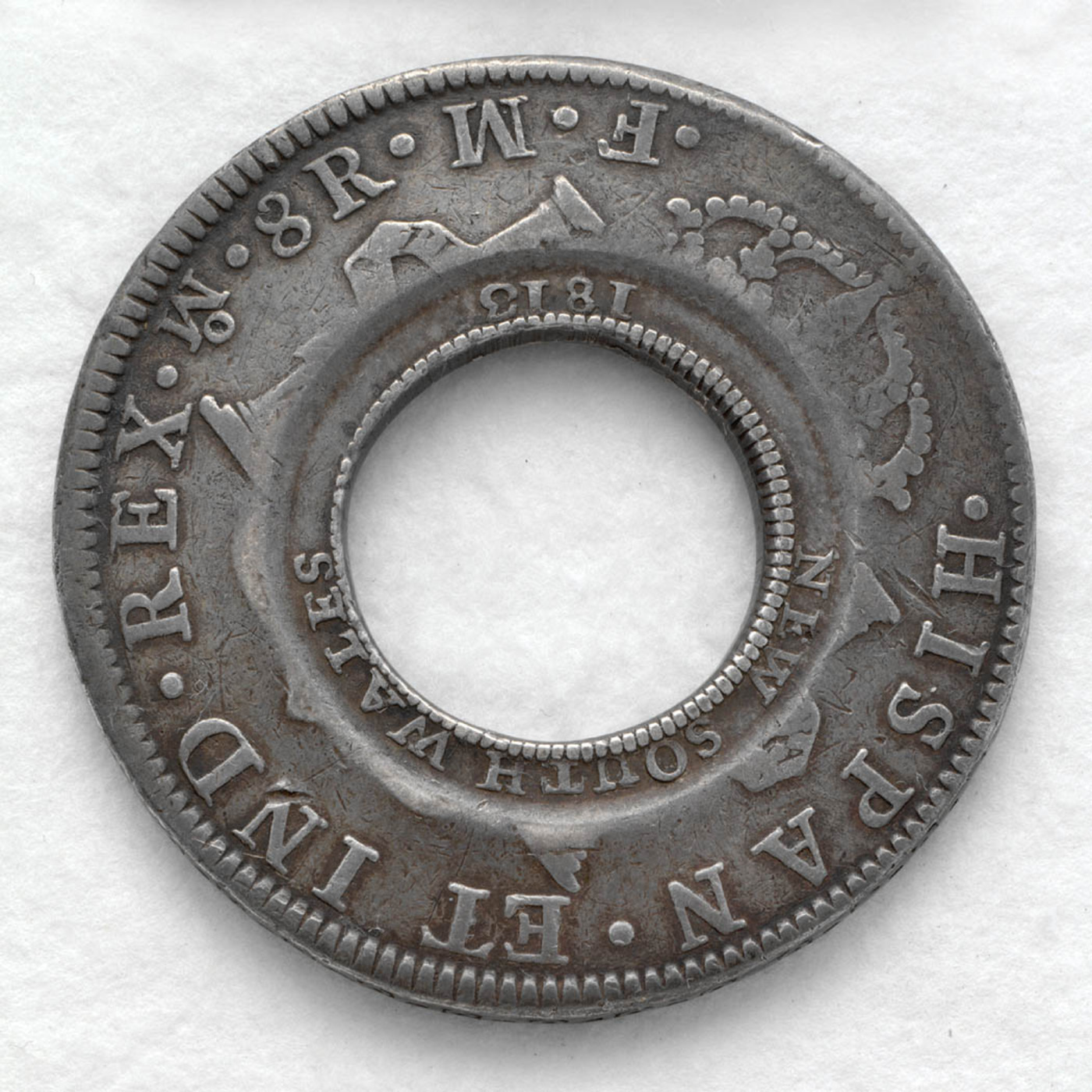
Holey dollar, revers.
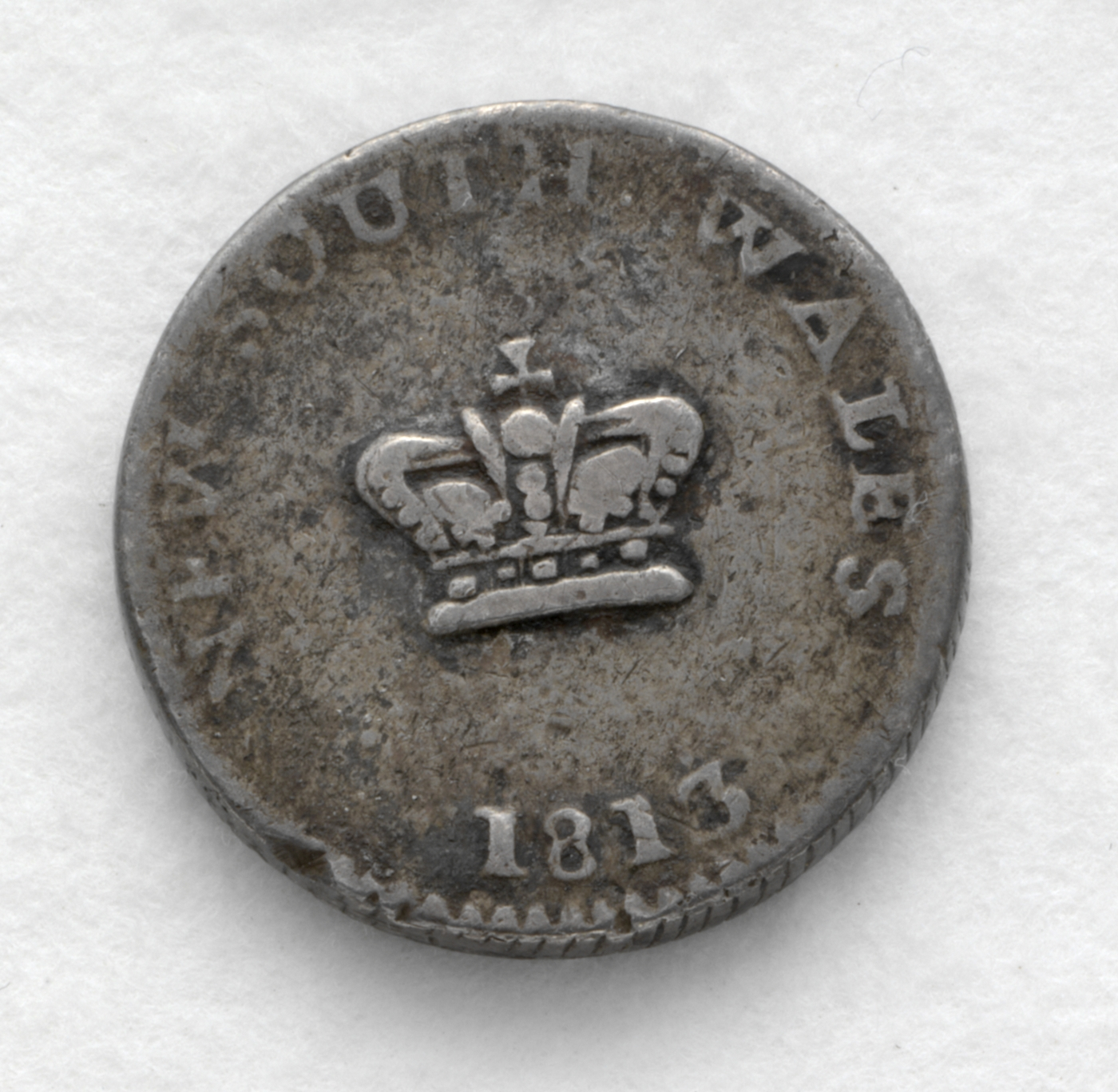
Dump, avers.
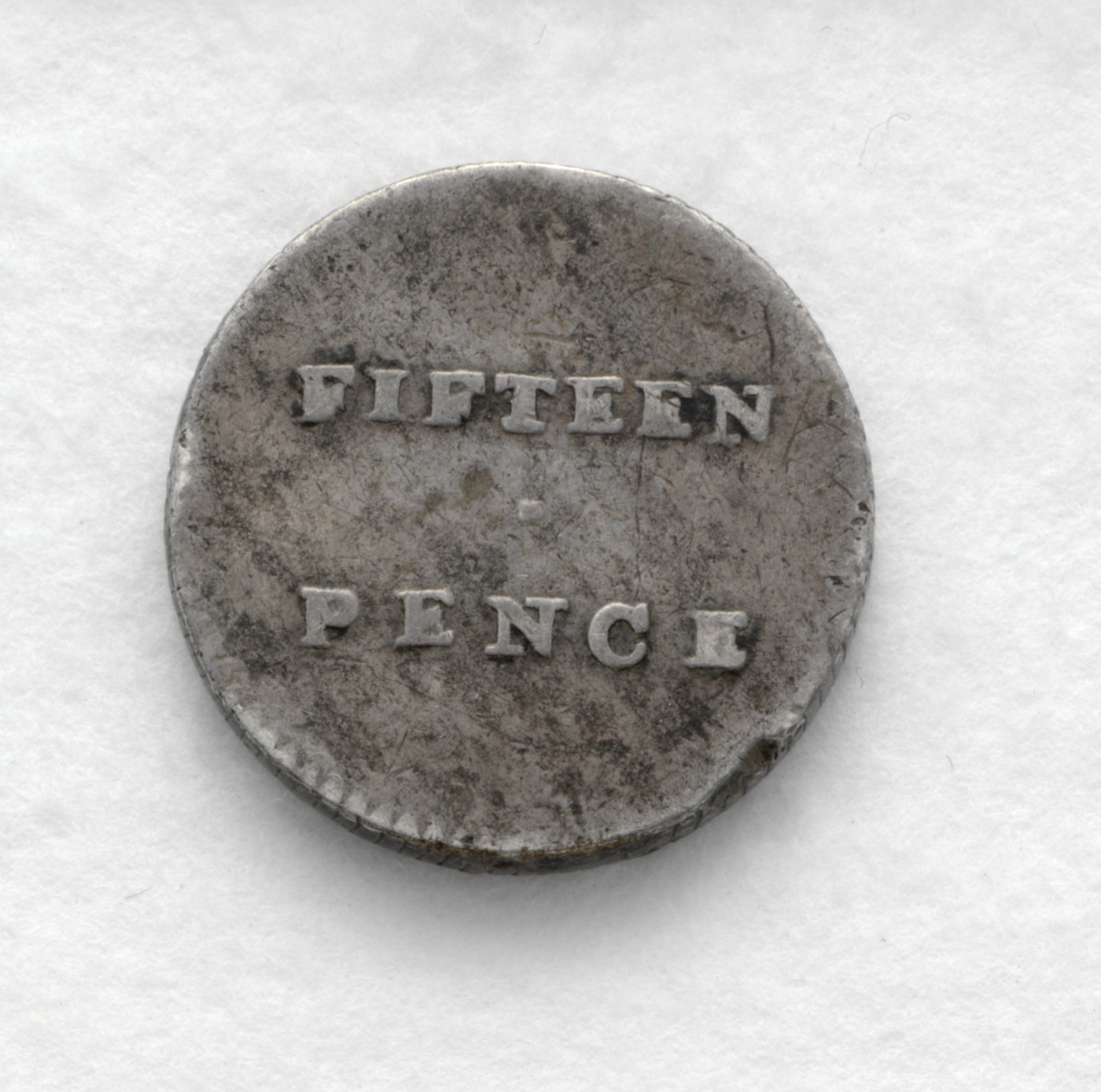
Dump, revers.

### États-Unis

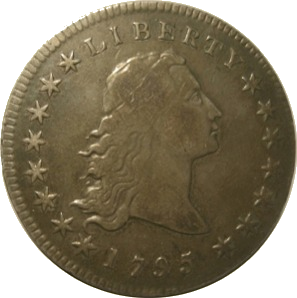
Dollar « Flowing Hair » au millésime 1795, calqué en termes de poids sur la pièce de huit espagnole.

Avant la Révolution américaine, en raison de la politique mercantiliste britannique, il y avait pénurie chronique de monnaie britannique dans ses colonies. Le commerce était souvent mené avec des spanish dollars  - le nom donné aux pièces de huit aux États-Unis - qui avaient été obtenus par le commerce illicite avec les Indes occidentales espagnoles. La monnaie espagnole était légale aux États-Unis jusqu'à ce que le Coinage Act of 1857 mit fin à cette pratique. Le prix des actions sur les marchés boursiers américains en coupures de 1/8-dollar a persisté jusqu'à ce que le New York Stock Exchange convertisse le prix en seizièmes de dollar le 24 juin 1997, et peu de temps après, en prix décimal.
Les spanish dollars sont venus dans les colonies d'Amérique du Nord par le commerce lucratif avec les Indes occidentales espagnoles. La pièce de huit d'argent espagnole avait été la pièce dominante dans le monde depuis le début du XVIe siècle, et avait été répandue en partie par la grande production d'argent des colonies espagnoles en Amérique latine. De plus, le spanish dollar, du XVIe siècle au XIXe siècle, était à l'époque la pièce de monnaie la plus stable et la moins dégradée dans le monde occidental 

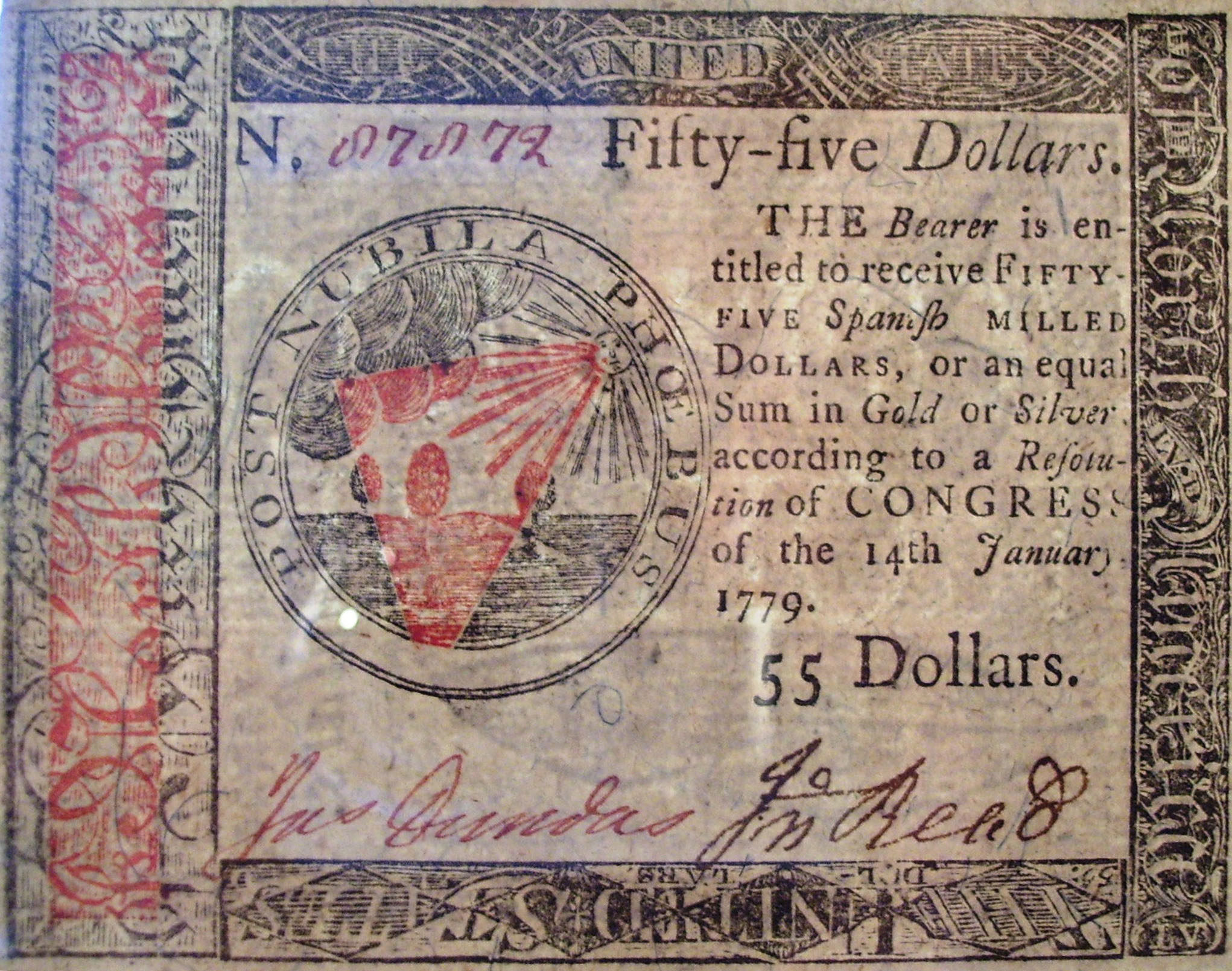
Billet de 55 dollars continentaux, conçu par Benjamin Franklin, émission de 1779, promettant la convertibilité métallique en « spanish milled dollars ».

Cela explique que, lors du début de la guerre d’indépendance en 1776, le tout nouveau Congrès des États-Unis émit un papier-monnaie, le Continental currency dollar, sur lequel était imprimée, sans surprise, la promesse de convertibilité métallique en « spanish milled dollars ».
Le Coinage Act of 1792 créa la United States Mint et la première pièce de un dollar, mais celle-ci n'était pas aussi populaire que la pièce de huit, qui était plus lourde et faite d'argent plus fin. En effet, étant de loin la principale pièce d'espèce circulant en Amérique[source insuffisante], le spanish dollar était défini comme étant composé de 387 grains d'argent pur. Le dollar a été divisé en «pieces oh eight» ou «bits», chacun constitué d'un huitième de dollar.
Une pièce de huit pesait nominalement 550,209 grains espagnols, équivalent à 423,900 grains de troy/avoirdupois (0,883 125 onces troy ou 27,468 grammes), 0,93055 fin, donc contenait 0,821 791 onces troy (25,561 g) ou 394,460 grains fins argent[pas clair]. Le poids et la pureté de la pièce de huit varient considérablement entre les monnaies et au cours des siècles. En revanche, le Coinage Act of 1792 précise que le dollar américain peut contenir 371 4/16 grains (24,1 g) purs ou 416 grains (27,0 g) d'argent standard. Cette spécification s'est basée sur le poids moyen d'une sélection aléatoire de spanish dollars usés que Alexander Hamilton fit peser au Trésor.
Les pièces avaient une valeur nominale de huit réaux.

### Antilles néerlandaises
Le gouverneur de Curaçao, devant la pénurie de florins, décida d'utiliser en 1799 des pièces de huit réaux espagnoles, en les coupant en quatre (et en ajoutant une marque centrale) pour leur attribuer la valeur unitaire (accrue) de 3 réaux. Ces petites pièces en coin sont restées célèbres par le nom que les Antillais leur ont donné : les « guillotines » (en référence à la guillotine qui coupait alors nombre de têtes en pleine Révolution française). Ce sont ces émissions contrôlées localement par le gouvernorat qui ont donné naissance à la Banque des Antilles néerlandaises. Ce nom de pièce est resté dans la langue en se transformant en guiotin puis finalement yotin. Sa signification et sa valeur sont restées les mêmes pour indiquer 50 cents de florin (car alors 6 réaux s’échangeaient pour 1 florin).

### Asie

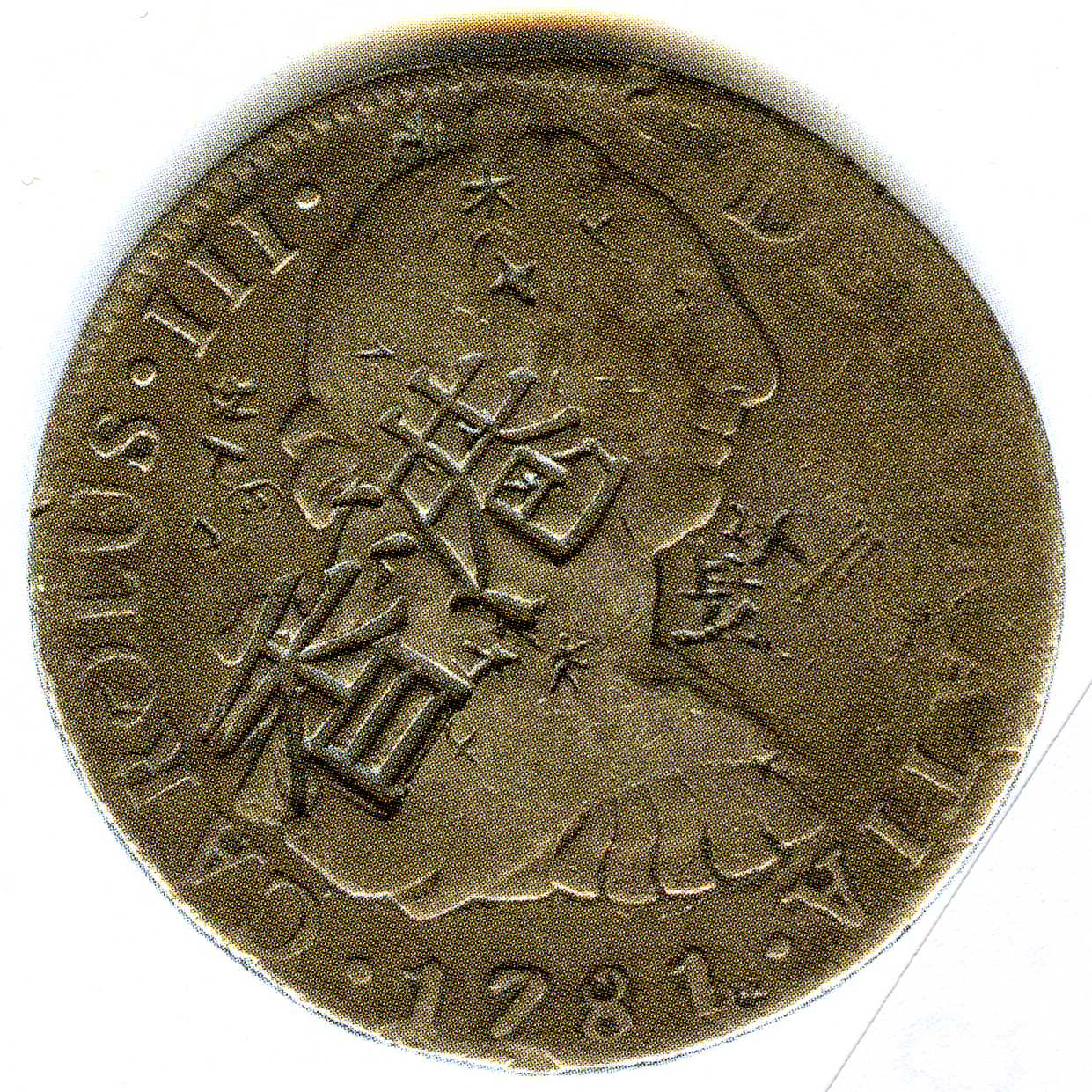
Pièce de 8 au buste dite « busto » pour Charles III de 1781 avec contremarques chinoises (fausses).

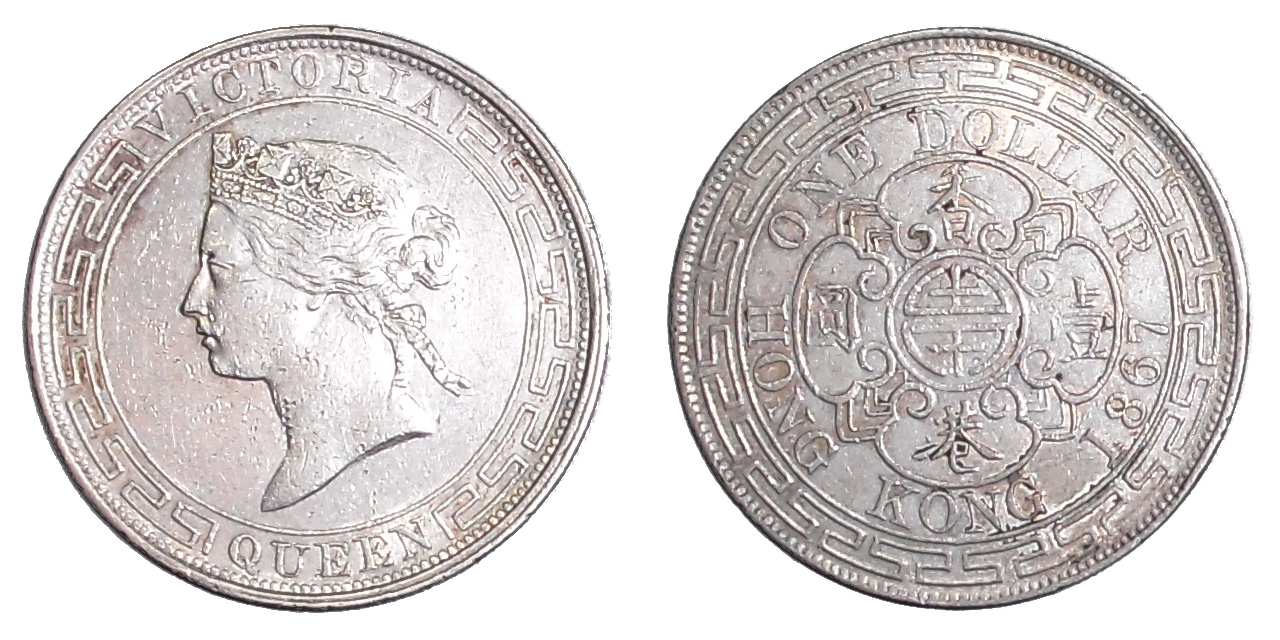
Dollar de Hong Kong de 1867.

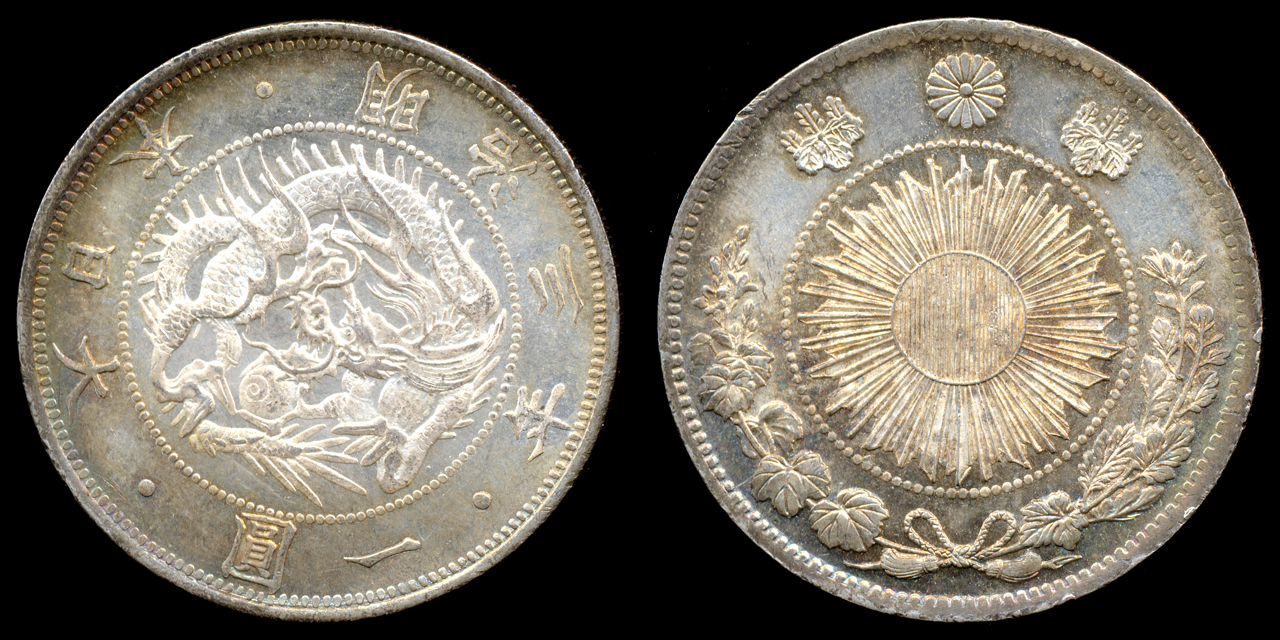
Yen, dit dragon d'argent, 24.26 grammes d'argent pur, Japon, 1870 (Année 3 de l'Ère Meiji). Directement inspiré de la pièce de huit, il eut cours en Chine, au Japon, et en Corée.

Au XIXe siècle, des pièces de huit étaient communes dans toute l'Asie du Sud-Est, la côte de la Chine, et le Japon. Ces pièces ont été introduites par le biais de Manille aux Philippines espagnoles, sur une période de 250 années, en arrivant sur les navires depuis Acapulco au Mexique. Ces navires, connus comme les galions de Manille, transportaient les pièces en vrac, ce qui en faisait une cible très tentante pour les navires pirates. Les pièces étaient échangées contre des produits philippins et chinois, dès lors que l'argent était la seule marchandise étrangère que la Chine acceptait. Les spécifications de la pièce de huit espagnole sont devenues un standard pour le commerce en Extrême-Orient, et plus tard les thalers de commerce issus des puissances occidentales, ainsi que les monnaies coloniales telles que le dollar de Hong Kong, aux mêmes spécifications.
Dans le commerce Oriental, les pièces de huit espagnoles étaient souvent estampillées avec les caractères chinois connus comme "marques hachées" qui indiquaient notamment que la  pièce avait été examinée par un commerçant reconnu et authentifiée.
Jusqu'au XIXe siècle, les pièces sur le marché étaient les pièces de huit réaux espagnoles frappées dans le nouveau monde, la plupart du temps à Mexico. Mais à partir des années 1840, elles furent de plus en plus remplacées par les pièces de huit des nouvelles républiques d'Amérique latine. Dans la deuxième moitié du XIXe siècle, des pièces de monnaie locales furent frappées à l'image du peso mexicain. La première de ces pièces d'argent locales fut le dollar de Hong Kong, monnaie d'argent frappée à Hong Kong entre les années 1866 et 1869. Les Chinois étant réticents à accepter la monnaie inconnue et préférant les pesos mexicains plus familiers, le gouvernement de Hong Kong cessa de frapper ces pièces et les machines de frappe furent vendues au Japon. Les Japonais décidèrent d'adopter une monnaie de dollar en argent sous le nom de «yen», signifiant «un objet rond». Le yen fut officiellement adopté par le gouvernement Meiji dans une loi signée le 10 mai 1871. La nouvelle monnaie fut introduite progressivement à compter de juillet de cette même année. Le yen était donc essentiellement une unité de thaler (ou dollars), comme tous les dollars, hérité des pièces de huit espagnoles. Jusqu'à l'année 1873, tous les dollars dans le monde eurent plus ou moins la même valeur.
Le nom 圓, signifiant "rond" ou "objet circulaire" dans les trois langues, survit dans les noms des monnaies modernes chinoises, japonaises et coréennes que sont le yuan, le yen, et le won.

### France

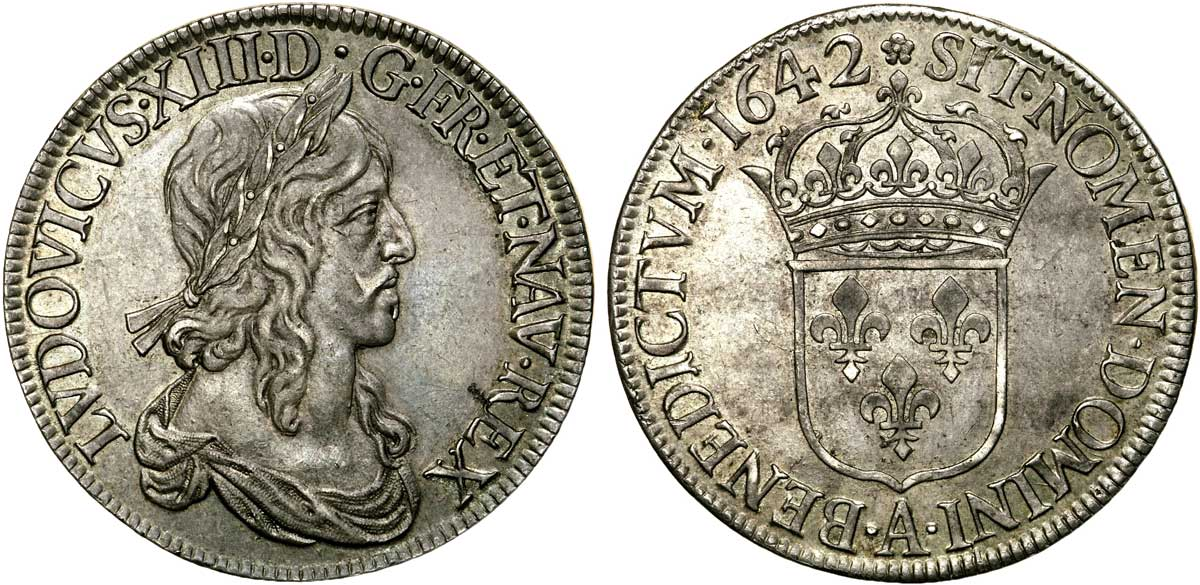
Écu d'argent ou louis d'argent ou écu blanc de Louis XIII le Juste, 1642.

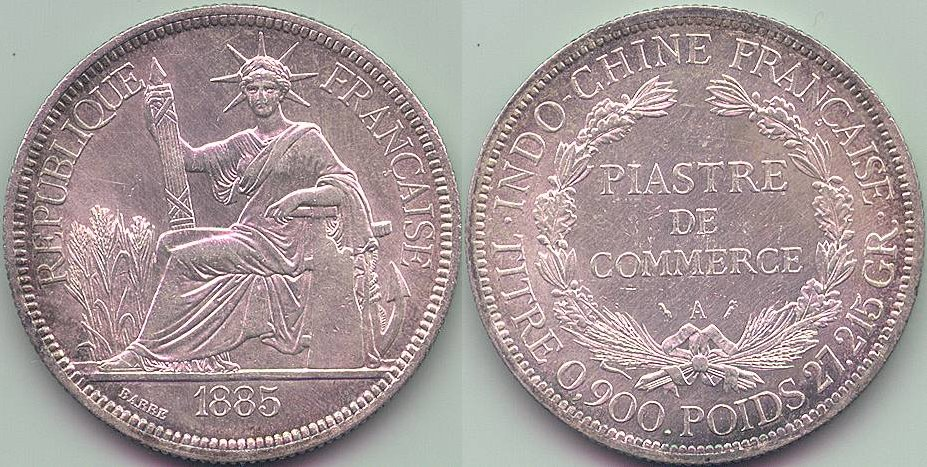
Piastre indochinoise de 1885.

La pièce de huit est couramment appelée piastre. Au XVIIIe siècle, aux Indes et en Espagne lorsque l'on parle d'espèces d'argent on dit Réale au singulier et Réaux au pluriel. La réale y vaut une pièce de huit réaux de Plate (Plate désigne l'argent). La pièce de huit réaux de plate y vaut une piastre. La piastre est égale à un écu de soixante sols français de manière que la réale, la pièce de huit, la piastre, ainsi que l'écu de France, quoique de noms et empreintes différents ne font néanmoins qu'une même chose pour le titre et pour le poids. La pièce de 5 francs type Hercule longtemps appelée écu est la transposition de l'écu blanc.
La piastre de commerce indochinoise de 1885, est créée à l'aune de la pièce de huit et autres pièces de même format qui circulent alors dans l'Empire chinois.

### Autriche
Le Thaler de Marie-Thérèse est une pièce austro-hongroise sans valeur faciale, utilisée dans le commerce international depuis sa première frappe, en 1741. Elle est inspirée du taler mais créée à l'aune de la pièce de huit réaux mexicaine.

## La monnaie des «boucaniers et flibustiers»
Au XVIIe siècle, le chirurgien et flibustier Alexandre-Olivier Exquemelin dans son Journal de bord, fournit des renseignements sur les monnaies employées à La Tortue et à Saint-Domingue par les boucaniers. « On ne compte là que par la monnaie qui a cours et ce sont des pièces de huit espagnoles, car on n'y voit point de monnaie française » . Le plus répandu alors est le « perulero », frappé au Pérou, où la croix d'Espagne figure à l'avers et les colonnes d'Hercule au revers. En effet Exmelin y raconte plaisamment que lorsqu'une femme capturée risquait d'opposer deux aventuriers, ils la tiraient à « croix-pile ». Exmelin donne en passant des renseignements sur le pouvoir d'achat de cette pièce de huit. Lorsque la viande de bœuf a été fumée sur le « boucan », grande claie de bois dur disposée au-dessus d'un foyer, ils la mettent en paquets. Ces paquets sont de soixante livres nettes et ils se vendent six pièces de huit chacun. La potiche de graisse de mantèque — c'est-à-dire de sanglier — se vendait également six pièces de huit. Un esclave valait 100 écus (c'est-à-dire 200 pièces de huit). Les pièces d'or servaient plutôt à la thésaurisation, car on ne les voit apparaître que lorsque les aventuriers se livrent à leur passion du jeu dans les tripots de La Tortue : Exmelin cite alors les « écus », qui sont les pièces d'or espagnoles, chaque écu valant 2 pièces de huit, les pistoles, pièces d'or de 2 écus ainsi que les « Jacobus » d'or, pièces anglaises. Dans les pillages, l'argent « rompu » était estimé à dix écus la livre, ce qui correspond au poids de la monnaie légale (27 gr. pour la pièce de huit, donc approximativement 20 pièces à la livre, soit dix écus).

### Portraits de fiction
Dans la culture populaire moderne et entre autres dans la fiction littéraire, l'expression « pièce de huit » est souvent associée aux pirates :
- Dans le Robinson Crusoé de Daniel Defoe, les pièces de huit sont souvent mentionnées parmi les types de monnaie que le personnage principal rencontre[19].
- Dans L'Île au trésor de Robert Louis Stevenson, le perroquet de Long John Silver  avait apparemment été dressé à crier, « Pieces of eight! ». La pièce et les perroquets sont attachés à des représentations fictives de pirates.
- Dans le film Pirates des Caraïbes : Jusqu'au bout du monde, les Seigneurs Pirate doivent se réunir en présentant les "Neuf Pièces de Huit", étant donné que ces pièces ont été utilisées pour sceller la déesse Calypso dans sa forme humaine par la première Cour des Frères. Comme les Seigneurs Pirate étaient, au moment du scellement de Calypso dans sa forme humaine, trop pauvres pour offrir de véritables pièces de huit espagnoles, ils ont choisi d'utiliser des talismans personnels à la place, sauf pour la "neuvième pièce de huit" (Jack Sparrow), qui était une véritable pièce de huit, accrochée à son bandana dans tous les films.
- Dans la trilogie The Baroque Cycle de Neal Stephenson, l'or et les pièces de huit font partie intégrante de l'intrigue.
- Pieces of Eight est le huitième album studio et le second album concept par Styx, publié le 1er septembre 1978.
- Les pièces de huit sont la monnaie d'échange dans la suite de jeux Monkey Island.